# Flaut dulce

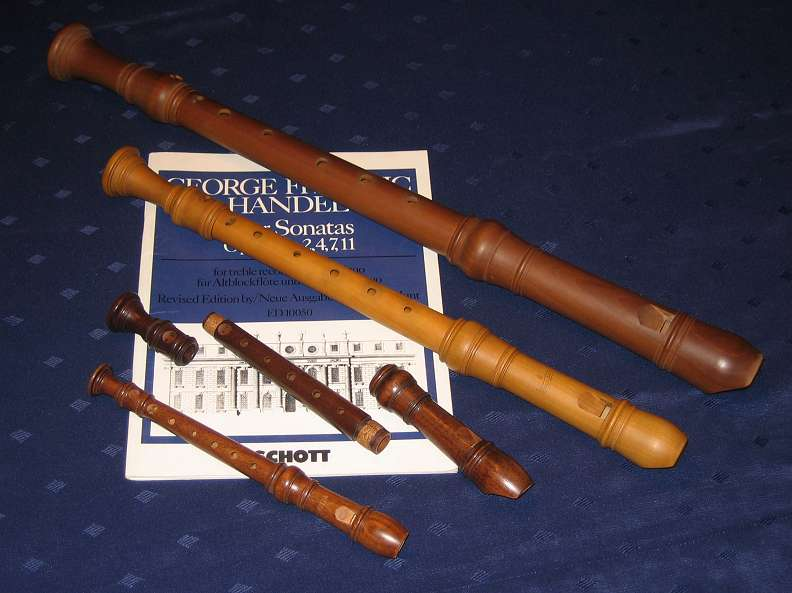
Flaut dulce de diferite dimensiuni.

Flautul dulce (cunoscut și ca blockflöte sau flaut drept) este un instrument muzical de suflat. 

## Construcție
Este construit din lemn sau material plastic. Cavitatea rezonantă este conică, cu o extremitate superioară ușor mai largă decât cea inferioară, ceea ce duce la predominanța armonicelor impare în sunet. În partea superioară prezintă un orificiu numit ambușură sau (lat. labium), prevăzut cu un canal trapezoidal. Coloana de aer este direcționată (B) spre o deschizătură (C) - șanț longitudinal care se găsește în peretele tubului în partea din față - și are formă de canelură. O parte din aer intră în tub, iar restul se pierde în afara lui. Instrumentul prezintă pe partea frontală un număr variabil de orificii digitale (șapte, dintre care cele mai îndepărtate două de ambușură pot fi găuri duble) și unul singur pe partea din spate.

Construcție

Flautul dulce se împarte în flaut dulce sopranino, sopran, alto, tenor, bas, etc. Dintre acestea, cel sopranino, alto și bas sunt construite în Fa, iar cel sopran și tenor în Do. Flautul soprano mai este cunoscut și sub numele de diskant sau deskant.
Flautul dulce are un ambitus de 2 octave și jumătate, sunetele din ocava a treia putând fi luate numai de suflători experimentați:
- flautul sopranino de la Fa2 la Sol4,
- flautul sopran de la Do2 la Re4,
- flautul alto de la Fa1 la Do3,
- flautul tenor de la Do1 la Sol3,
- flautul bas de la Fa la Sol2.

## Istoric
A fost un instrument deosebit de popular în Renaștere și Baroc. Continuă să fie popular în școli datorită simplității în folosire.
A fost folosit în mari compoziții de Haendel, Bach, Telemann etc. alături de clavecin.
Exemplu: Trio sonata în fa major pentru flaut dulce și Basso Continuo de Haendel